# کوه باغ پهنه
 کوه باغ پهنه یک کوه در البرز مرکزی رشته کوه البرز در استان البرز ایران است. این کوه ۲۱۴۳ متر ارتفاع دارد.